# Теаген з Регіноса
Теаген з Регії (або Теаген з Регії) (грец. Θεαγένης ὁ Ῥηγῖνος; нар. приблизно у 529-522 році до н. е., Реджо-Калабрія) — грецький літературний критик 6-го сторіччя до нашої ери. Він відомий своїм захистом гомерової міфології від раціоналістських нападів. У такий спосіб він став раннім прибічником  алегоричного методу прочитання текстів.
Всі його праці втрачені для сучасної історії. Інформацію про його життя отримали з документів, які писали його сучасники і наступні генерації, що відчували його вплив на себе. 